# 久保田道徳
久保田　道徳（くぼた　みちのり、1958年1月1日 - ）は、日本の演出家、事業家。山形県出身。株式会社アトブック代表取締役。血液型A型。旧姓松田。

## 来歴
- 1958年: 山形県にて生まれる。
- 1980年: 「戦争で死ねなかったお父さんのために」にて初舞台を踏む（主演、郵便局長役）。
- 1981年: 都内恵比寿の元キャバレーにて、演劇ユニット「藤の会（現法政大学教授の藤井道行氏を中心に結成）」による『熱海殺人事件』を初演出する。本人曰く「全く面白くなかった」。
- 1983年: 文学座演劇研究所へ入所（23期生）。
- 1995年: 既存していたレビューカンパニー・ウズメから演出家として招聘される。以降、演出、構成、基本コンセプト、ヴォーカルディレクション等を手掛け、実質の最重要スタッフとなる。
- 2005年: レビューカンパニー・ウズメが活動を終了させるまで、約20本の本公演を手掛けた。
- 2007年: 田中浩子率いるレビューカンパニーROUGEから演出家として招聘される。レビューカンパニー・ウズメ同様、演出、構成、基本コンセプト、ヴォーカルディレクション等を手掛け、2013年「白夜の花火＠赤坂BLITZ」より、公演の主催も請け負う。

## 主な演出公演

### レビューカンパニー・ウズメ
- 1999　高円寺会館
- 2000　新宿スペース107
- 2001　高円寺会館
- 2002/4「ウズメの人でなしレビュー『バラ売りの人生I〜ラビアン・ローズ〜』」青山円形劇場
- 2002/8「ウズメライブ」吉祥寺STARPINE'S CAFÉ（DVD収録）
- 2002/10「ウズメの人でなしレビュー『バラ売りの人生II〜情熱のバラバラ〜』」新宿シアターサンモール
- 2002/11〜「マンスリーLIVE『月のない夜』」六本木Morph-tokyo
- 2003/4「ウズメの人でなしレビュー『バラ売りの人生III〜サイケとバラバラの日々〜』」青山円形劇場
- 2003/5「ディナーショー」赤坂プリンスホテル新館2階クリスタルパレス
- 2003　渋谷O-EAST
- 2004　世田谷パブリックシアター
- 2005/3「ウズメの人でなしレビュー! 第8弾〜東京ラブソテー 純愛教の詩〜」天王洲アイル・アートスフィア

### レビューカンパニーROUGE（Tokyo ROUGE）
- 2007/08 「メリーゴーラウンド トウキョウ」新宿SPACE107
- 2008/02 「THE CORROUSEL REVUE!!」新宿SPACE107
- 2009/05 「スクラップマンションレビュー」新宿SPACE107
- 2009/12 「スクラップラブ」新宿SPACE107
- 2010/05 「ラブリサイクル」新宿SPACE107
- 2011/02 「新宿歌劇」新宿SPACE107
- 2011/06 「東日本応援チャリティーレビュー」新宿SPACE107
- 2011/09 「Pallete Revue」新宿SPACE107
- 2012/01 「新春レビューショー」新宿SPACE107
- 2012/04 「ROUGEのfamily affair」新宿SPACE107
- 2012/06 「ニューヨーク公演」
- 2012/08 「ROUGEのマリッジ・ブルー」新宿SPACE107
- 2012/11 「TOKYOメリーゴーラウンドレビューDX」赤坂BLITZ
- 2013/02 「Pallete Revue2 夢は咲いたか桜はまだかいなレビュー」大塚Shisui deux
- 2013/06 「Pallete Revue 3D／COLORS&SKY」赤坂BLITZ
- 2013/11 「SKY&COLORS〜白夜の花火」赤坂BLITZ
- 2014/06 「Pallete Revue第三弾　Wヒロイン・ドラマチックレビュー」大塚Shisui deux
- 2014/11 「みちのくレビュー／山形公演」山形ミュージック昭和Session
- 2014/12 「みちのくレビュー／秋田公演」能代市文化会館中ホール
- 2015/06 「大塚レビュー」南大塚ホール
- 2015/10 「CASINO REVUE 〜運がいいとか悪いとか 人は時々口にするけど…」赤坂BLITZ